# Filippo Balbi
Filippo Balbi (Napoli, 1806 – Alatri, 27 settembre 1890) è stato un pittore italiano.
Gran parte della sua produzione artistica è conservata nella Certosa di Trisulti a Collepardo.

## Biografia
Figlio di uno scultore, compie gli studi nell'Accademia di Belle Arti di Napoli, dove ha come maestro Costanzo Angelini, il quale nel 1840 lo spinge, dopo alcuni lavori a Napoli e ad Ischia, ad approfondire gli studi a Roma nel Pensionato borbonico di Palazzo Farnese: qui consolida la propria formazione di stampo accademico, legata al Purismo. Nel 1844 realizza una pala raffigurante una Madonna della Cintura per il Convento della Madonna della Neve di Frosinone.
Le sue posizioni politiche, fortemente conservatrici, ne provocano tuttavia una sostanziale emarginazione negli ambienti artistici della città papale, in particolare durante la Repubblica Romana; perciò il ritorno di Pio IX si rivela per lui molto positivo, grazie al rapporto di amicizia che si instaura con il Papa, il quale gli commissiona lavori per importanti chiese quali Santa Maria sopra Minerva, San Paolo fuori le Mura, Santa Maria degli Angeli. A ciò si aggiungono una serie di opere di committenza privata, soprattutto nature morte e soggetti zoomorfi.
Particolare menzione merita la famosa Testa anatomica realizzata nel 1854, raffigurante un viso composto da uomini in miniatura, che viene inviata all'Esposizione universale di Parigi del 1855; l'opera si trova ora nel Museo di Storia della medicina de La Sapienza di Roma (una copia è nella farmacia della Certosa di Trisulti).

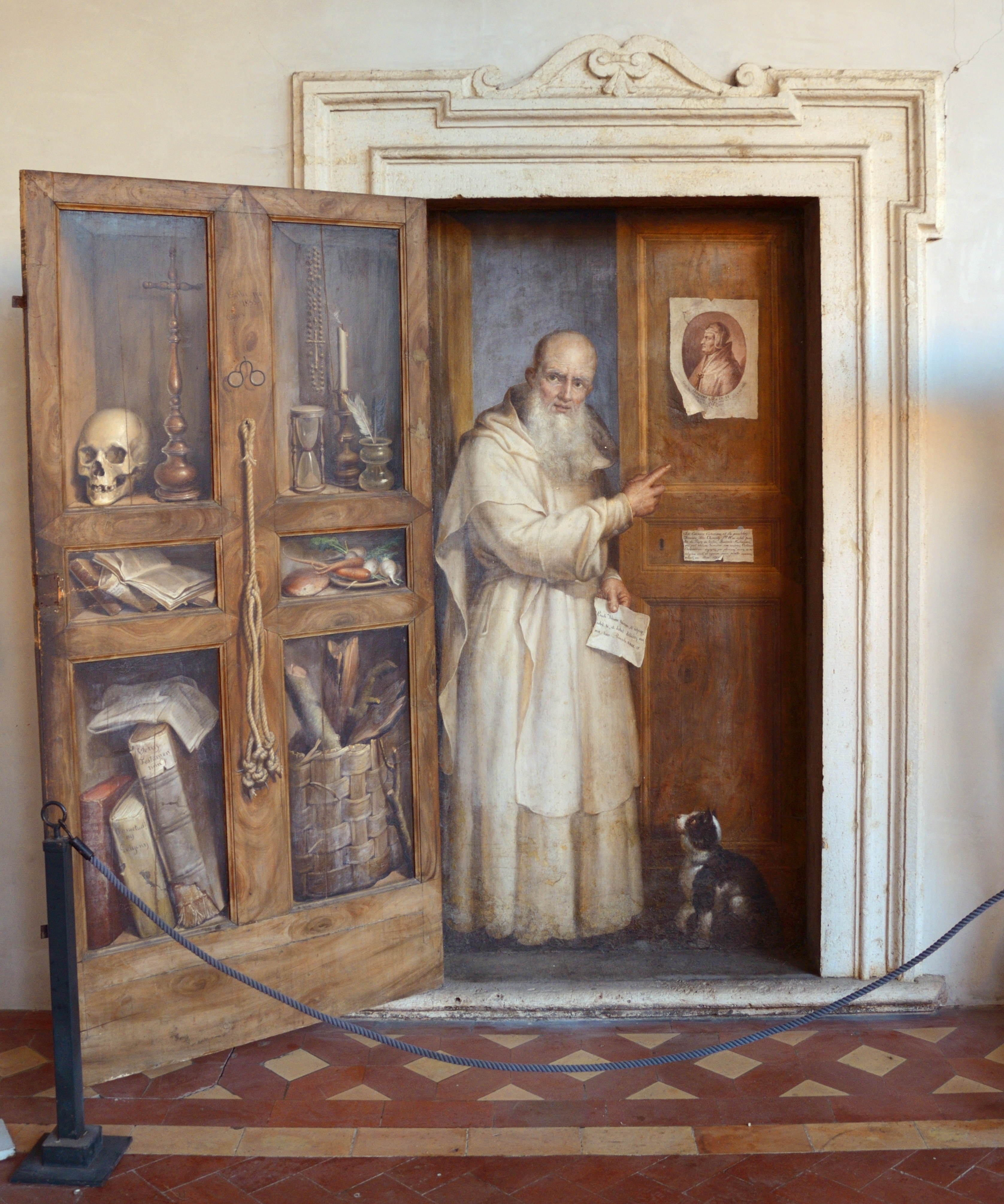
Fra Fercoldo nel chiostro della certosa di S. Maria degli Angeli

L'ultima commissione romana del Balbi è la decorazione della Cappella del Tasso della chiesa di Sant'Onofrio: infatti, persi i favori del pontefice, nei primi mesi del 1859 coglie l'opportunità di realizzare molteplici opere per la Certosa di Trisulti, nel Sud dello Stato Pontificio, (dove era già stato chiamato una prima volta nel 1854, per porre rimedio all'umidità che stava danneggiando la volta della chiesa del monastero), per dimorarvi in maniera stabile.
Tra le opere realizzate dal Balbi per la Certosa, una Madonna che porge del pane ad un monaco, i grandi quadri della chiesa di San Bartolomeo (tra cui una Strage degli innocenti), numerose lunette, ma soprattutto gli affreschi della Farmacia: è l'artista che più ha contribuito a decorarla, dipingendo anche le etichette dei vasi per le sostanze medicamentose. 
Inoltre, sue sono varie opere a carattere scherzoso, tra cui una raffigurante l'incontro tra due signori raffigurati come vere e proprie caricature.
Dopo il 1861, collabora con i fautori di una restaurazione del regno borbonico, ma deve presto arrendersi alla nuova situazione.
Nell'agosto del 1863 Balbi si trasferisce dalla Certosa alla vicina Alatri. Importanti personalità gli rimangono ancora vicine a Roma, e con esse conserva rapporti epistolari: tra queste il cardinal Francesco Pentini, per il quale realizza il ritratto nel 1865.
Per la Collegiata di Santa Maria Maggiore ad Alatri, nel 1869 dipinge una tela che raffigura san Francesco di Paola e il beato Andrea Conti, ma continua anche a realizzare altre opere per Trisulti, l'ultima delle quali, l'Immacolata concezione nella Farmacia, è del 1874. Per la Chiesa della Consolazione di Collepardo Balbi esegue un'altra Immacolata Concezione nel 1877.
Balbi muore ad Alatri il 27 settembre 1890, all'età di 84 anni e lì è sepolto nella cappella dei Padri Scolopi.